# Remosa cultellator
Remosa cultellator är en insektsart som först beskrevs av Walker 1858.  Remosa cultellator ingår i släktet Remosa och familjen Tropiduchidae. Inga underarter finns listade i Catalogue of Life.